# IOS 14
iOS 14 est la quatorzième version majeure du système d'exploitation mobile iOS développée par Apple pour sa gamme d'iPhone, iPod touch. Il a été annoncé lors de la WWDC 2020 le 22 juin 2020 comme le successeur d'iOS 13. Cette version est disponible sur toutes les plateformes compatibles depuis le 16 septembre 2020,.

## Historique
iOS 14 est présenté par Craig Federighi lors du discours d'ouverture de la WWDC le 22 juin 2020,. On recense plus de 200 nouveautés pour iOS 14,, en faisant ainsi l'une des mises à jour les plus importantes de ces dernières années.

### Mises à jour
La bêta pour les développeurs d'iOS 14 a été rendue disponible le 22 juin 2020,, la bêta publique est quant à elle sortie le 9 juillet 2020,. iOS 14 est sortie en version finale le 16 septembre 2020. Aucune bêta publique n'a été proposée au public pour la version 14.1.

## Fonctionnalités systèmes

### App Clips
App Clips est une nouvelle fonctionnalité qui étend les possibilités offertes par l'App Store. En effet, cette fonctionnalité permet d'utiliser une version légère d'une application (ne dépassant pas 10 Mo) sans que l'application principale ne soit véritablement installée sur l'appareil. Les App Clips sont très simples et ne requièrent que peu d'autorisations. Lors de l'annonce, seules les fonctionnalités Apple Pay et Connexion avec Apple ont été montrées.
Les App Clips peuvent être découvertes par une personne en approchant un appareil près de balises NFC (iPhone 7 ou ultérieurs) ou de codes QR. Le partage de cette fonctionnalité peut également se faire via les messages, des sites web ou sur Plans.

### CarPlay
CarPlay a été mis à jour pour permettre aux utilisateurs de définir un fond d'écran personnalisé. La gestion des itinéraires a été étendue avec des fonctionnalités comme l'indication des endroits pour s'arrêter soit simplement avec un parking, soit pour commander à manger. Également, les itinéraires des véhicules électriques incluent des bornes de recharge pour garantir que la voiture puisse faire le trajet sans manquer de charge.

### CarKeys
CarKeys est une fonctionnalité permettant à un iPhone de devenir la clé virtuelle d'une voiture compatible, utilisant la technologie NFC. La première voiture compatible avec cette technologie a été montrée à la WWDC 2020 est la série BMW 5 de 2021. Les clés sont accessibles depuis l'app Wallet. Les clés peuvent être partagées temporairement et avoir des restrictions particulières. Dans le cas où l'iPhone n'a plus de batterie, les clés sont encore actives grâce à la réserve de l'iPhone pendant environ cinq heures. CarKeys nécessite un iPhone sorti en 2018 ou ultérieurement.

### Écran d'accueil
À l'inverse des versions précédentes, dans lesquelles les icônes étaient rangées dans l'ordre et correspondaient directement aux applications, les utilisateurs peuvent ajouter des widgets et les pages peuvent être ajoutées et supprimées. Cela permet aux utilisateurs de cacher les applications peu utilisées et éviter l'encombrement inutile.

#### Widgets
À gauche de la première page de l'écran d'accueil, la vue « Affichage du jour » est remplacée par une interface comportant des widgets. Ces widgets peuvent aussi être placés parmi les icônes. Les widgets peuvent être redimensionnés en trois tailles différentes : en 2 × 2, en 4 × 2 (équivaut à une « ligne » horizontale), ou en taille 4 × 4,. Les widgets de la même taille peuvent être empilés et les utilisateurs peuvent passer d'un widget à un autre en faisant un mouvement de « swipe » vers le haut ou le bas. Une pile intelligente peut également être disposée pour suggérer des widgets en fonction des habitudes et de l'heure de la journée,.

#### Bibliothèque d'applications
À droite de la dernière page de l'écran d'accueil, se trouve la bibliothèque d'applications qui liste et catégorise les applications installées sur l'appareil. Les apps de chaque catégorie sont arrangées selon la fréquence d'utilisation de celles-ci. Une catégorie spéciale est la catégorie « Ajouts récents » qui répertorie les applications dont les App Clips. Les utilisateurs peuvent également rechercher des applications ou les parcourir par ordre alphabétique.

### Interface compacte
Une série de changement a été réalisée avec iOS 14 pour diminuer l'espace visuel pris par certaines interfaces auparavant en plein écran ; ces dernières apparaissent et flottent au-dessus de l'application utilisée, permettant de continuer ce que l'utilisateur est en train de faire. Lors d'un appel téléphonique ou Skype, une bannière est beaucoup plus discrète apparaît, prenant peu ou prou la taille d'une simple notification. L'interface de Siri a également bénéficié ces changements.
Le Picture-in-Picture (« Image dans l'image ») permet aux utilisateurs de continuer à regarder une vidéo en tâche de fond (et également des appels audio sur FaceTime) qui apparaît alors dans une taille réduite sur l'écran. Cette vue peut être redimensionnée avec des gestes, retirée temporairement de l'écran et être ré-appelée. Ce mode est actuellement pris en charge sur Safari, FaceTime et d'autres applications tierces comme Disney+, ESPN, HBO Max, Netflix et Prime Video. Cette fonctionnalité n'était pas disponible pour l'application YouTube dès le lancement ; Google a annoncé que le mode PiP sera disponible dans une prochaine mise à jour mais uniquement pour les abonnés à YouTube Premium,.

### Recherche et Siri
Des améliorations sur la recherche ont été accomplies dont une interface rafraîchie, un lancement rapide des applications, une recherche sur le web plus détaillée, des raccourcis pour rechercher dans les applications et des suggestions de recherche au fil de la saisie améliorées.
Bien que l'interface de Siri ait été compactée, il n'est pas possible de faire du multitâche quand Siri est en écoute. Siri sait davantage de choses et peut traduire dans davantage de langues. Les utilisateurs peuvent également partager leur heure d'arrivée prévue avec des contacts et demander les directions à vélo.

### Confidentialité

#### App Store
L'App Store affiche les permissions demandées pour chaque applications (de ce fait, les utilisateurs peuvent voir et comprendre les permissions demandées par l'application avant de la télécharger). Les utilisateurs peuvent aussi choisir de communiquer une localisation approximative à une application (25 km2 autour de l'utilisateur) empêchant alors une localisation précise si l'utilisateur juge que cela n'est pas nécessaire.

#### Notifications pour l'utilisation du microphone, de la caméra et du presse-papier
Une pastille en haut à droite du smartphone indique lorsqu'une application utilise le microphone (la couleur de la pastille est dans ce cas orange) ou la caméra (pastille verte),. De la même façon, une notification apparaît quand le contenu du presse-papier a été récupéré par une application, mettant ainsi à la lumière certaines applications qui le récupéraient sans le consentement de l'utilisateur telles que TikTok, Fruit Ninja, LinkedIn, ou encore Reddit,,.

#### Accès restreint à l'Apple ID pour les annonceurs
À l'annonce d'iOS 14, Apple s'est engagé à mieux préserver la vie privée de ses utilisateurs en limitant l'accès à l'Apple ID (aussi connu sous le nom IDFA ou l'identifiant publicitaire) aux annonceurs. Ce changement a été repoussé jusqu'au début de l'année 2021 à la sortie d'iOS/iPadOS 14.5 pour permettre aux développeurs d'utiliser des alternatives plus respectueuses de la vie privée. Facebook s'est fermement opposé à cette mesure, la jugeant préjudiciable pour les petites entreprises qui ont besoin du ciblage.

#### Randomisation de l'adresse MAC lors de la connexion à un réseau Wi-Fi
Les appareils peuvent maintenant générer une adresse MAC différente avec chaque réseau Wi-Fi au lieu d'utiliser leur vraie adresse MAC,.

#### Restriction d'accès au réseau local
Une nouvelle option peut restreindre l'accès à certaines applications de découvrir et d'interagir avec d'autres appareils sur le réseau local via le protocole Bonjour ou d'autres,.

### MagSafe
iOS 14 ajoute la prise en charge des accessoires MagSafe sur la gamme des iPhone 12, avec une animation pour chaque accessoire (animation de la recharge de l'iPhone avec la couleur de la coque).
iOS 14.7 ajoute la prise en charge de la batterie MagSafe.

### Autres fonctionnalités
- Le clavier Émoji a été mis à jour pour permettre d'en rechercher[48]. iOS 14 ajoute 20 nouveaux styles de cheveux et couvre-chefs aux Mémojis et Animojis, ainsi qu'un masque pour les Mémojis.
- Les applications de navigation web et de messagerie de l'utilisateur par défaut, respectivement Mail et Safari, peuvent désormais être modifiés[49].
- Sur les modèles d'iPhone 8 et 8 Plus, iPhone X et ultérieurs, une nouvelle fonctionnalité d'accessibilité permet aux utilisateurs de taper le dos de l'iPhone grâce à l'accéléromètre de l'appareil pour effectuer des actions spécifiques (par exemple ouvrir le centre de contrôle ou lancer un raccourci)[50],[51].
- Les appareils ne lisant pas automatiquement lire des étiquettes NFC peuvent ajouter un raccourci dans le centre de contrôle pour démarrer la lecture.
- iOS 14 prend en charge le codec VP9 permettant aux vidéos YouTube d'être lues en 4K[52],[53].
- Dans l'application Notes, il est plus facile de trouver des notes grâce à une « intelligence embarquée »[22].
- L'application Météo affiche dorénavant des prévisions minute par minute pour l'heure qui suit aux États-Unis. Apple recueille désormais les données de Dark Sky, un service racheté par Apple quelques mois auparavant au lieu des données de The Weather Channel utilisées depuis iOS 8[54],[55].
- Apple Arcade est désormais intégré à Game Center[56],[57].
- La texture papier « skeuomorphiste » de l'app Notes a été supprimée.
- Le sélecteur d'heure a été réduit en taille et la possibilité de la taper directement a été ajoutée[58].
- Une nouvelle fonctionnalité d'accessibilité, appelée « Reconnaissance sonore », permet aux iPhone d'écouter des sons prédéfinis et d'alerte quand un son spécifique est détecté. De cette façon, l'iPhone peut détecter une alarme incendie, un bruit d'animal ou un bébé qui pleure[22].
- L'icône de l'app Musique a été changée, c'est désormais un dégradé rouge, à l'instar de cette présente d'iOS 7 à iOS 8.3.
- Les fonds d'écrans d'iOS 12 ont été retirés et huit nouveaux ont été rajoutés avec iOS 14.2.
- L'app Mesures détecte désormais les personnes depuis iOS 14.2[59].
- Le déverrouillage de l'iPhone avec Face ID est possible même en portant un masque si le propriétaire est équipé d'une Apple Watch tournant sous watchOS 7.4 et d'un iPhone sous iOS 14.5.

## Fonctionnalités de l'application

### Appareil photo
L'application Appareil photo reçoit quelques nouveautés dont :
- La possibilité d'activer un mode « miroir » avec la caméra frontale sur l'iPhone XS et ultérieurs,
- L'amélioration de l'interprétation par l'appareil photo des codes QR,
- La possibilité de varier l'exposition lors de la prise d'une photo,
- La possibilité pour tous les iPhone d'accéder aux réglages rapides pour le mode vidéo,
- La disponibilité de QuickTake pour les iPhone XR et les iPhone XS/XS Max,
- La possibilité de prendre des photos en rafale et des vidéos QuickTake avec les boutons de volume sur les appareils pris charge,
- Une expérience de prise de photo en mode nuit améliorée pour l'iPhone 11 et l'iPhone 11 Pro.

### Calendrier
L'application Calendrier prend désormais en charge le calendrier julien pour les années antérieures au 15 octobre 1582.

### FaceTime
Sur l'iPhone XS et modèles ultérieurs, FaceTime peut maintenant ajuster le regard de l'œil même si l'utilisateur regarde l'écran au lieu de la caméra permettant un contact visuel naturel. Également, si un participant utilise la langue des signes avec plusieurs personnes, l'image se focalisera automatiquement sur celle-ci.
FaceTime prend en charge la vidéo en 1080p pour les iPhone XS et ultérieurs sur un réseau Wi-Fi. Depuis iOS 14.2, cette fonction est aussi disponibles pour les iPhone 8 et ultérieurs sur le Wi-Fi et en 5G pour les iPhone 12.
Enfin, FaceTime peut maintenant être en mode Picture in Picture (« Image dans l'image »), cela permet aux utilisateurs de voir l'interlocuteur tout en faisant du multitâches sur d'autres applications,. Il est possible d'avoir une fenêtre petite, moyenne ou grande en double-tappant sur la fenêtre FaceTime. Un simple toucher permet de remettre la fenêtre en plein écran.

### Maison
Le design de l'application Maison a été modifié pour mettre en évidence les accessoires suggérés à côté de ceux qui sont marqués comme favoris. En outre, un ensemble important de capacités d'automatisation a été ajouté pour être utilisé avec les appareils HomeKit compatibles ; cette automatisation nécessite la présence d'un iPad, d'un HomePod ou d'une Apple TV pour faciliter le traitement sur l'appareil.
Les caméras de surveillance domestiques peuvent désormais alerter l'utilisateur uniquement si des mouvements sont détectés dans une zone prédéfinie. En plus de cela, une caméra ou une sonnette connectée peut reconnaître une personne grâce à la reconnaissance faciale effectuée au préalable sur une photo et d'envoyer des notifications en conséquence.
Les éclairages intelligents prenant en charge les températures de couleur peuvent recevoir l'instruction de s'adapter à un réglage de température de couleur prédéfini. Comme la lumière bleue est un zeitgeber (un facteur qui va influencer la perception du temps par le rythme circadien) majeur, cette fonctionnalité pourrait permettre d'encourager l'activité le jour et le repos le matin et le soir.

### Messages
Dans l'application Messages, les utilisateurs peuvent désormais épingler jusqu'à neuf conversations en haut de l'app.
Les conversations iMessage de groupe peuvent avoir une miniature personnalisée, cela peut être une image, un Memoji ou un émoji. Les utilisateurs peuvent en mentionner d'autres et avoir une discussion suivie dans un groupe (voir les messages et réponses groupés).

### Plans
Apple Plans permet aux utilisateurs d'accéder aux itinéraires cyclables, en fournissant des informations telles que le dénivelé et la présence ou non d'escaliers. Il offre également aux utilisateurs plusieurs itinéraires, suggérant les itinéraires les moins encombrés. Les itinéraires cyclables seront disponibles au lancement à New York, Los Angeles, San Francisco, Shanghai et Pékin,. Apple a annoncé vouloir proposer ce service à davantage de villes qu'elles soient aux États-Unis, au Canada ou ailleurs.
Apple a également présenté une fonctionnalité qui permet de proposer un itinéraire optimisé pour les véhicules électriques, le trajet prend donc en compte l'autonomie du véhicule et propose les différentes bornes de recharge présentes sur le trajet. Cette fonctionnalité nécessite une intégration avec la voiture et Apple travaille actuellement avec Ford et BMW pour implémenter cette fonctionnalité sur leurs véhicules électriques,.
L'application propose également des guides pour aider les utilisateurs à découvrir, à travers le monde entier, les meilleurs endroits pour manger, faire du shopping et visiter.

### Safari
Safari, le navigateur web par défaut sur iOS peut surveiller les mots de passe ayant fuités (« password monitoring ») et générer des rapports de confidentialité pour les sites web. Les performances de JavaScript sont aussi grandement améliorées,.
L'outil de traduction peut traduire en sept langues différentes : l'anglais, l'allemand, le chinois simplifié, l'espagnol, le français, le portugais brésilien et le russe. Cette fonctionnalité était uniquement disponible au Canada et aux États-Unis mais elle a été progressivement déployée aux autres pays,.

### Traduction
L'application Traduire est une toute nouvelle application qui permet aux utilisateurs de traduire facilement la voix et le texte entre onze langues (anglais, espagnol, chinois mandarin, japonais, coréen, russe, allemand, français, italien, portugais brésilien et arabe). Traduire fonctionne avec le clavier, avec Siri et de façon autonome dans l'application éponyme. L'application affiche d'ailleurs un mode de conversation lorsque l'appareil est en mode paysage,.

## Appareils compatibles
La liste des appareils pris en charge comprend,:
- iPhone
  - iPhone 6S
  - iPhone 6S Plus
  - iPhone SE 1
  - iPhone 7
  - iPhone 7 Plus
  - iPhone 8
  - iPhone 8 Plus
  - iPhone X
  - iPhone XS
  - iPhone XS Max
  - iPhone XR
  - iPhone 11
  - iPhone 11 Pro
  - iPhone 11 Pro Max
  - iPhone SE (2e génération)
  - iPhone 12 Mini
  - iPhone 12
  - iPhone 12 Pro
  - iPhone 12 Pro Max
- iPod touch
  - iPod touch 7

## Controverse
À la suite de l’annonce du lancement de différentes nouvelles fonctionnalités de l’IOS 14, 16 associations européennes du secteur du marketing numérique et d’éditeur de presse ont publiquement adressé un courrier à destination de Tim Cook pour soulever des points d’inquiétudes concernant les nouvelles mesures du système d’exploitation.
En effet, en imposant une nouvelle fenêtre de permission aux éditeurs d’applications, la société Apple, selon les associations, engendre un biais concurrentiel important, car elle ne s’impose pas cette exigence pour ses propres services de publicité ciblée (Search Ads) et diminue, en même temps, l’efficacité des offres concurrentes.
Enfin, les associations professionnelles dénoncent une incompatibilité avec les dispositions du règlement général sur la protection des données (RGPD): dans la mesure où le système ne permet pas de récolter un consentement éclairé, une autre fenêtre de consentement proposée par l’éditeur sera de toute façon nécessaire. Enfin la fenêtre d’Apple n’est pas interopérable avec les standards de marché comme le Transparency and Consent Framework, qui sert à la conformité au RGPD des acteurs de la publicité en ligne.